# 柴湖良种繁殖场
柴湖良种繁殖场，是中国安徽省亳州市利辛县下辖的一个乡镇级行政单位。

## 行政区划
柴湖良种繁殖场共辖以下地区：
虚拟生活区。